# Andriy Taran
Andriy Vasýlyovych Tarán (en ucraniano: Андрій Васильович Таран; 4 de marzo de 1955) es un líder militar y político ucraniano. Fue el decimosexto ministro de Defensa de Ucrania. También es teniente general retirado de las Fuerzas Armadas de Ucrania.

## Biografía

### Primeros años y educación
Andriy Vasýlyovych Tarán nació el 4 de marzo de 1955 en la ciudad de Frankfurt, en Alemania Oriental, en el seno de una familia de militares que servían en el Grupo de Fuerzas Soviéticas en Alemania. En la década de 1970, se graduó de la Escuela Superior de Ingenieros de Artillería de Kiev (actualmente la Universidad de Defensa Nacional Iván Chernyajovsky de Ucrania) y se especializó en ingeniería de radio militar. En la década de 1980, se graduó de la Academia del Ejército de Defensa Aérea en Kiev con especialización en gestión de combate. También realizó estudios en la Universidad Nacional Tarás Shevchenko de Kiev y en la Universidad Nacional de Defensa en Washington. Habla con fluidez los idiomas inglés y ruso como segundas lenguas.

### Servicio militar y diplomático
A principios de los 90, sirvió en la oficina central del Ministerio de Defensa de Ucrania y luego pasó a la Dirección General de Inteligencia. Trabajó en el Consejo Nacional de Seguridad y Defensa de Ucrania como experto en el Centro de Planificación y Análisis Estratégico, luego regresó a la oficina central del Ministerio de Defensa en 1996. Después de dejar el Ministerio de Defensa en 1999, se convirtió en agregado militar en la Embajada de Ucrania en Washington D. C. desde 2008, fue Jefe Adjunto de la Inteligencia de Defensa de Ucrania. Durante cinco meses, hasta abril de 2016, fue el Primer Subcomandante de las Fuerzas Armadas. En 2016, se retiró a los 61 años debido a su edad, ostentando el grado de teniente general. De septiembre a noviembre de 2015, trabajó en el Grupo de Contacto Trilateral sobre Ucrania.